# Gérard Caron
Pour les articles homonymes, voir Caron.
 (août 2018).
Si vous disposez d'ouvrages ou d'articles de référence ou si vous connaissez des sites web de qualité traitant du thème abordé ici, merci de compléter l'article en donnant les références utiles à sa vérifiabilité et en les liant à la section « Notes et références ».
Gérard Caron, né le 30 août 1938 à Pont-l'Évêque et mort le 31 octobre 2020 à Neuilly-sur-Seine, est un designer français. Il a été le cofondateur de Carré Noir, la toute première agence de design-marketing française. Il a également contribué au développement du design marketing français au Japon et un peu partout dans le monde.
Gérard Caron est l'auteur de nombreux ouvrages sur le métier du design, d'un site internet consacré au design et anime régulièrement des conférences dans ce même domaine.

## Jeunesse et formations
Gérard Caron naît avant la seconde guerre mondiale dans une famille de sept enfants. Il est le fils d’un contrôleur des téléphones et d’une mère couturière.
Enfant, Gérard Caron invente des jeux, fabrique des produits avec de la farine, des pommes de terre, du sucre, de l’eau, du cidre, leur invente des emballages et des appellations de réclame puis les revend à ses frères et sœurs. Ce sont ses premiers packagings et logos.
Gérard Caron a vingt ans quand la guerre d’Algérie est déclarée. Durant vingt-huit mois, il sert dans le génie où il fait par hasard une lecture d’un article sur les métiers de la publicité. C’est pour lui, une révélation : il veut devenir publicitaire.
Il décide alors de suivre des cours par correspondance. À son retour, il continue sa formation à l’École Supérieure de la communication à Paris. Pour financer ses études, il travaille en parallèle dans une banque. Par la suite, il étudiera la distribution, la graphologie et la psychologie.

## Carrière
Gérard Caron commence sa carrière de publicitaire avec son entrée chez Publicis en 1962. Il travaille ensuite successivement chez SNIP (devenue BDDP), Young & Rubicam, Ted Bates. Il effectue de longs passages au sein d’entreprises telles que Brandt, Cotelle Lesieur, où il travaille sur la bouteille plastique de Javel Lacroix en 1964 avec Raymond Loewy. C’est son premier contact professionnel avec le design. Cette expérience va considérablement influencer sa carrière. Par la suite, Gérard Caron développe et étudie avec son associé Michel Disle des théories sur le design basées sur la graphologie, l’héraldique, le symbolisme et la sophrologie.
En 1973, il crée Carré Noir, la première agence de design-marketing en France, avec trois professionnels de l’agence Ted Bates : Michel Alizard, architecte, Michel Disle, directeur artistique et Jean Perret, designer. Le carré du logotype symbolise l’amitié des quatre associés et la couleur noire représente la trace du crayon du créateur sur la feuille blanche. Ils décident d’appeler leur agence « agence de design ». Le mot design est alors encore synonyme sur le marché de meubles scandinaves, et ne s’est pas encore imposé dans la communication[réf. nécessaire]. Gérard Caron et ses associés sont à l'origine du design de communication en France.
Gérard Caron implante les filiales de Carré Noir dans le monde : aux États-Unis, au Japon, en Italie, en Belgique et en Angleterre. Il prépare l’introduction de l’agence en Allemagne, en Pologne et à Hong Kong, avant de quitter l’agence en 1998.
Au total, Gérard Caron crée avec ses équipes près des packagings (pour des marques comme Carrefour, Biotherm, Lancôme…), des identités visuelles (parmi lesquelles les logos de Lotus, du Bon Marché ou encore du RPR et l’emblème de François Mitterrand) et des concepts de magasins à succursales (pour Yves Rocher, Loisirs & Création ou encore Auchan).
Le parcours de Gérard Caron et ses recherches sur la symbolique, les couleurs, la mémorisation des signes, l’ont amené à côtoyer artistes, scientifiques, psychiatres, chefs d’entreprises, ou encore hommes politiques et à écrire des livres dans lesquels il mène des réflexions sur le design. Par exemple, en 1997, Gérard Caron est sélectionné par l’Institut de la Monnaie européenne de Francfort pour représenter la France afin de choisir la maquette des billets de l’euro.
En 2003, il fonde et devient rédacteur en chef d’Admirable Design, un webzine hebdomadaire qui relate toute l’actualité du design et des marchés.
Gérard Caron devient également consultant pour des agences de design et des sociétés et anime des conférences au Japon et en Europe[réf. nécessaire].
Il meurt le 31 octobre 2020, à Neuilly-sur-Seine, à l'âge de 82 ans.

### Quelques dates clés
- 1990 : Gérard Caron fonde, avec Alain Boutigny, l'Enseigne d’Or[16], prix qui récompense chaque année les architectes et annonceurs/distributeurs pour leurs performances et leurs innovations.
- 1992 : Publication d’Un Carré Noir Dans Le Design[17] traduit en japonais.
- 1993 : Il crée avec des designers européens la Paneuropean Design Association[18]. Cette association regroupe des agences européennes de design[19].
- 1998 : Gérard Caron lance le Mouvement Français du Monde[20] avec le sénateur Hubert Durand Chastel[21].
- 1999-2003 : Avec Carole Réfabert, Gérard Caron fonde la société Scopes. Elle réalise des analyses prospectives sur les tendances de consommation ou demandes d’aujourd’hui. Scopes étudie par l’image les tendances de consommation mondiale[22].
- 2002 : Gérard Caron devient chroniqueur dans l’émission Eco matin, sur France 5.
- 2004 : Gérard Caron fonde Design Communication Corporation, une agence conseil en design et stratégies de marques. Il initie également Caron Design Network[23], un réseau professionnel entre le marché japonais et les agences de design françaises.
- 2007 : Gérard Caron est président du jury international des Pentawards23, le prix mondial du packaging design, fondé par Brigitte et Jean-Jacques Evrard.